# Земля первісних часів
Земля первісних часів (англ. The Land Before Time, «Земля до початку часів») — ірландсько-американський пригодницький мультфільм режисера Дона Блата, що вийшов у США 18 листопада 1988 року, дистриб'ютор — компанія Universal Studios.
Виконавчими продюсерами картини стали Стівен Спілберг, Джордж Лукас, Кетлін Кеннеді та Френк Маршалл.
Мультфільм випусили американські компанії Amblin Entertainment та Lucasfilm та американо-ірландська Sullivan Bluth Ltd. Він розповідає про долю п'ятьох дитинчат динозаврів, які мешкають у фентезійній версії доісторичної Землі. Сюжет заснований на пригодах молодого апатозавра на ім'я Літтлфут, який вирушив на пошуки легендарної Великої Долини — місця, яке всі травоїдні динозаври вважають справжнім раєм. На шляху в Долину він зустрічає ще чотирьох динозаврів-дітей: трицератопса Серу, зауролофа Дакі, птеродактиля Пітрі та стегозавра Спайка.
Фільм досліджує проблеми упередженості між різними видами та негаразди, які вони переживають під час своєї подорожі, оскільки вони керуються духом матері Літтлфута та змушені мати справу із «Зубастим». Це єдиний фільм Дона Блата 1980-х років, в якому Дом Делуїз не брав участі (натомість він того ж року знявся в «Олівері та компанії» Діснея) і єдиний фільм із серії Земля первісних часів, який не є музичним і який показали у кінотеатрах.
Цей мультфільм став першим фільмом франшизи, в яку ввійшли тринадцять відео-продовженнь та телесеріал.

## Сюжет
В епоху динозаврів масовий голод змушує кілька стад динозаврів шукати оазу, відому як Велика Долина. Серед них матір-тиранозавриха народжує дитинча на ім'я Літтлфут (англ. Littlefoot, досл. «маленькі ноги»). Через кілька років Літтлфут грає із Серою, «трирогом», поки її батько не втручається, мовляв, трироги не грають з довгошиїми, після чого мати Літтлфута описує різні види динозаврів: «три роги», «шипохвості», «плавці» та «літуни». Тієї ночі Літтлфут знову зустрічається з Серою і вони граються разом, поки великий «Гострозуб» не нападає на них. Мама Літтлфута захищає дітей і в результаті отримує смертельне поранення. Землетрус, що поячався, утворює ущелину, в яку падає Гострозуб і яка відділяє Літтлфута і Серу від інших динозаврів їхніх стад. Під час цього процесу помирають деякі динозаври, включаючи матір Літтлфута, яка дає своєму синові кілька порад щодо пошуку Великої Долини, перш ніж вмирає тієї ночі. Літтлфут, керуючись голосом матері, слідує за сонцем до Великої Долини та проходить кілька визначних пам'яток, як-от скельне утворення, що нагадує Довгошиїх, та «Палаючі гори».
Пізніше Літтлфут зустрічає «плавчиню» на ім'я Даккі та «літуна» на ім'я Петрі, які супроводжують його в подорожі. Сера, яка вирішила йти власним шляхом до Долини, знаходить непритомного Гострозуба і випадково будить його. Вона тікає і натикається на Літтлфута, Даккі та Петрі. Згодом Даккі натрапляє на шипохвостого, якого вона називає Спайком, і він подорожує далі з ними. Шукаючи Велику Долину, вони знаходять скупчення дерев, виснажене стадом Довгошиїх. Шукаючи рослини, вони виявляють одне листяне дерево і, щоб дістати їжу, стають одне на одного і тягнуть його вниз. Сера залишається осторонь, але при настанні ночі всі, включаючи і її, тягнуться до Літтлфута для тепла та спілкування.
Наступного ранку на них нападає Гострозуб, але їм вдається втекти через тунель, занадто малий, щоб він міг наздогнати. Сера вперто вирішує піти іншим шляхом, але Літтлфут, якому набридла її впертість, відмовляється, і це відділяє його від інших. Однак, коли Дакі та Спайк опиняються в небезпеці від лави, Петрі застряє в дьогтьовій ямі, а Сера потрапляє в засідку зграї хижаків (які також живуть у палаючих горах), він повертається, щоб їх врятувати. Соромлячись свого страху та поведінки, Сера неохоче визнає свою помилку і залишає їх у сльозах. Пізніше, перетинаючи ставок, Петрі випадково чує поблизу Гострозуба. Група розробляє схему, щоб заманити його на ставок і втопити на глибині, використовуючи сусідній валун. Під час цього процесу Петрі вперше полетів.
План майже провалився, коли Гострозуб почав нападати на валун, тоді як група намагалася зіштовхнути його. Однак Сера знову приєднується до групи і головою збиває валун, внаслідок чого Гострозуб падає у воду. Далі Літтлфут слідує за хмарою, що нагадує його матір, яка веде його до Великої Долини. Згодом до нього приєднуються інші. Діставшись Великої Долини, діти знаходять свої сім'ї: Петрі вражає своїх родичів вміням літати; Дакі знайомить Спайка зі своєю родиною, яка його усиновлює; Сера возз'єднується з батьком; а Літтлфут приєднується до своїх бабусі й дідуся.

## Ролі озвучували
- Гебріель Деймон — Літтлфут
- Кендіс Гатсон — Сера
- Джудіт Барсі — Дакі
- Вілл Раян — Петрі
- Гелен Шейвер — мати Літтлфута
- Берк Бернс — батько Сери
- Білл Ервін — дідусь Літтлфута
- Пет Гінгл — оповідач

## Виробництво
Під час виробництва «Американського хвоста» розпочалася розмова про наступний фільм зі Стівеном Спілбергом. Спілберг хотів зняти фільм, схожий на Бембі, але з динозаврами. До проєкту також був залучений Джордж Лукас. Початковою робочою назвою фільму стала англ. The Land Before Time Began. Спілберг і Лукас спочатку хотіли, щоб фільм не мав діалогу, як, наприклад, фрагмент «Обряд весни» у Фантазії, але ця ідея була відкинута на користь використання голосів акторів, щоб зробити його привабливим для дітей.

### Монтаж
Протягом усього виробництва «Землі первісних часів» відбувалося суворе вирізання та редагування кадрів. Спілберг і Лукас думали, що деякі сцени у фільмі будуть занадто темними та напруженими для малих дітей. Дивлячись на такі сцени з фільму, Спілберг сказав Блуту:
Це занадто страшно. У нас у холі плакатимуть діти і буде багато розлючених батьків. Ти ж цього не хочеш.
З фінального фільму було вирізано відеозаписи сумарною тривалістю близько 10 хвилин, які складаються з 19 повністю анімованих сцен. Це було необхідно для того, щоб отримати рейтинг G замість рейтингу PG. Значна частина вирізаних кадрів складалася з послідовності нападу тиранозавра на п'ятьох молодих динозаврів. Це призвело до помилок безперервності, зображаючи тиранозавра з відкритим правим оком після його засліплення. Деякі крики звучали повторно, використовуючи більш м'які вигуки.

### Музика та саундтрек
Музику для «Земля первісних часів» написав Джеймс Хорнер, який раніше створив саундтрек до «Американський хвіст». Офіційний саундтрек вийшов на аудіокасеті та вініловій платівкі 21 листопада 1988 року, згодом і на компакт-диску завдяки компанії MCA Records, де записано сім треків із фільму. Пісня фільму «Якщо ми тримаємось разом», яку виконала Діана Росс, вийшла як сингл 21 січня 1989 р. і досягла 23-ї позиції в чартах США, а згодом була включена до її альбому 1991 року Сила позаду влади. Цифрова версія саундтреку вийшла на декількох сервісах 22 січня 2013 року компанією Geffen Records. 
Перелік треків
1. «Велика міграція» (7:49)
2. «Гострозуб і землетрус» (10:33)
3. «Шепітні вітри» (9:00)
4. «Якщо ми будемо триматися разом» — у виконанні Діани Росс / Музика та слова: Джеймс Хорнер, Баррі Манн та Вілл Дженнінгс / Продюсер: Пітер Ешер (4:07)
5. «Корм для їжі» (7:15)
6. «Порятунок / Відкриття Великої Долини» (12:45)
7. «Кінцева довіра» (6:22)

## Реліз
Земля первісних часів вийшла на VHS 14 вересня 1989 р., 22 листопада 1991 р. — як LaserDisc у звичайному режимі «Панорамування та сканування» та «Спеціальна колекційна редакція» — випуски CAV — Universal Pictures Home Entertainment у Північній Америці та за кордоном та CIC Video у Великій Британії. Згідно з книгою «Анімаційні фільми Дон Блат», оригінальний реліз зробив «дуже успішний бізнес» на домашньому відеоринку. Також спільно з Pizza Hut у Північній Америці випустили гумові ручні ляльки за мотивами фільму. Pizza Hut також була партнером у випуску фільму на VHS в Австралії. Версія VHS була опублікована ще 20 лютого 1996 року під маркою Universal Family Features, а згодом була включена до колекції «Земля первісних часів» разом з тьома наступними фільмами серії, що вийшла 4 грудня 2001.
30 квітня 1997 р. фільм вперше вийшов на DVD. 2 грудня 2003 року до 15-річчя фільму був перевиданий як «Ювілейне видання», яке включало ігри та пісні для співу. Пізніше ювілейне видання разом із «Американським хвостом» та « Балто» включили до трифільмового пакету в листопаді 2007 року. Широкоформатна версія Blu-ray була вперше доступна 13 жовтня 2015 року, яка включала цифрові копії HD та UltraViolet, які того ж дня супроводжувалися новим широкоекранним DVD-релізом.

## Сприйняття

### Критика
«Земля первісних часів» на сайті Rotten Tomatoes отримала рейтинг схвалення 72 % від 32 критиків із консенсусом «Прекрасно анімований і щиро приємний, Земля первісних часом обов'язково порадує дино-одержимих, навіть якщо це трохи занадто люб'язно для старших глядачів». Метакритик присвоїв оцінку 66, ґрунтуючись на відгуках 15 критиків, що означають «Загалом сприятливі відгуки».

### Каса
Земля первісних часів отримала 48 мільйонів доларів у прокаті в США, а також побила фільм Діснея « Олівер і компанія», який вийшов того ж дня, за перше місце під час його відкриття. Під час виходу в США він мав касові збори майже 50 мільйонів доларів, що трохи більше, ніж мав попередній фільм Дон Блута, «Американський хвіст». Поки Олівер і компанія заробили свої прибутки в США, «Земля первісних часів» зібрала майже 84 мільйони доларів у всьому світі.

### Номінації
Земля первісних часів була номінована на «Найкращу сімейну анімацію чи фентезійний кінофільм» на 10-й щорічній премії «Молодь у кіно», програвши Жучому сокові Тіма Бертона. Він також отримав номінацію на «кращий фільм-фентезі» на 16-й церемонії вручення премій «Сатурн» у 1990 році, яку побив Хто підставив кролика Роджера.
| Нагорода               | Номінація                            | Номінант      | Результат |
| ---------------------- | ------------------------------------ | ------------- | --------- |
| Премія Сатурна         | Найкращий фантастичний фільм         | Земля до часу | Номінація |
| Премія «Молодь у кіно» | Найкраща сімейна анімація чи фентезі | Земля до часу | Номінація |

## Продовження
Фільм породив безліч продовжень, які відрізняються від оригіналу додаванням музичних номерів «співаємо разом». Блат та його анімаційна студія не мають ніякого відношення до жодного із продовжень фільму. Сиквели були загалом прийняті фанатами неоднозначно.
У 2007 році в Північній Америці вийшов телевізійний серіал. Він наслідував стиль сиквелів з точки зору моральності та музичних номерів (деякі пісні скоротили та переробили).